# 사대통의문
"사대통의문"(四大通義門)은 한국에서 제작된 김정용 감독의 1978년 영화이다. 강룡 등이 주연으로 출연하였고 황의석 등이 제작에 참여하였다.

## 출연

### 주연
- 강룡
- 서영란
- 장망
- 남춘일

## 기타
- 조명: 박창호
- 녹음: 김성찬
- 미술: 이봉선